# Being Dufay
Being Dufay is een liederencyclus en studioalbum van John Potter en Ambrose Field.
Field is een componist in de moderne 20e- en 21e-eeuwse klassieke muziek. Net zoals vele andere componisten blijft en bleef hij gefascineerd door muziek die eeuwen eerder werd geschreven of alleen maar uitgevoerd. Met Being Dufay keerde Field terug naar de 14e-eeuwse componist Guillaume Dufay. Deze schreef een aantal liederen, doch door gebrekkige notatie en mond-tot-mond-overlevering wisselde de begeleiding van zijn liederen. Fields trok dit door naar de 21e eeuw en kwam met middeleeuwse teksten met begeleiding door elektronica uit de 20e/21e eeuw. Een dergelijk combinatie vond eerder plaats met saxofonist Jan Garbarek met zijn Officiumalbum.
Door de combinatie middeleeuwse polyfonie, gezongen door tenor John Potter en gespeeld met moderne toetsinstrumenten/computerapparatuur, ontstaat er een tijdloos geheel, waarbij het niet meer duidelijk is wanneer deze muziek nu eigenlijk is geschreven. De elektronica zorgt voor plaatsing in het heden, maar de begeleiding heeft daarbij juist iets weg van bijvoorbeeld de muziek (en klankkleur) van Moody Blues en soms Tangerine Dream uit de jaren 80. De VCS3, standaard bij bijvoorbeeld Pink Floyd, is ook op dit album hoorbaar. Uiteraard is het ritme en daardoor ook tempo geheel vrijgelaten om alle ruimte te geven aan de solist, omschreven als aleatoriek.

## Musici
- John Potter – zang
- Ambrose Field

## Muziek
De muziek is van Dufay en Field

| Nr. | Titel                    | Duur  |
| --- | ------------------------ | ----- |
| 1.  | Ma belle dame souveraine | 9:29  |
| 2.  | Je me complains          | 6:22  |
| 3.  | Being Dufay              | 12;21 |
| 4.  | Je vous pri              | 7:48  |
| 5.  | Presque quelque chose    | 2:30  |
| 6.  | Sanctus                  | 8:34  |
| 7.  | Le dolce vita            | 6:24  |